# Manlius (Illinois)
Manlius es una villa ubicada en el condado de Bureau en el estado estadounidense de Illinois. En el Censo de 2010 tenía una población de 359 habitantes y una densidad poblacional de 452,98 personas por km².

## Geografía
Manlius se encuentra ubicada en las coordenadas 41°27′19″N 89°40′7″O / 41.45528, -89.66861. Según la Oficina del Censo de los Estados Unidos, Manlius tiene una superficie total de 0.79 km², de la cual 0.79 km² corresponden a tierra firme y (0%) 0 km² es agua.

## Demografía
Según el censo de 2010, había 359 personas residiendo en Manlius. La densidad de población era de 452,98 hab./km². De los 359 habitantes, Manlius estaba compuesto por el 98.33% blancos, el 0.56% eran afroamericanos, el 0% eran amerindios, el 0% eran asiáticos, el 0% eran isleños del Pacífico, el 0% eran de otras razas y el 1.11% pertenecían a dos o más razas. Del total de la población el 4.46% eran hispanos o latinos de cualquier raza.